# Chowlagala, Channarayapatna
Chowlagala là một làng thuộc tehsil Channarayapatna, huyện Hassan, bang Karnataka, Ấn Độ.